# Victor Maréchal
Victor Maréchal, né le 7 octobre 1838 à Conflans-en-Jarnisy, qui était alors en Moselle, est un évêque catholique français, évêque de Laval pendant quelques mois en 1887. Décédé à Laval le 21 septembre 1887, il est inhumé dans sa cathédrale.

## Biographie
Venant de Corbeil, où il était curé, Victor Maréchal ne vivra que 47 jours dans son diocèse, sans même pouvoir aller à Pontmain. La maladie l'emportera le 21 septembre 1887, à l'âge de 48 ans.
Sa mère avait fait mettre l'écrit suivant sur sa tombe : « Montré bien plus que donné. »

## Armes
D'azur à la Vierge d'argent, tenant en sa dextre un lis et couronnée du même, nimbée d'or ainsi que l'Enfant-Jésus, dans une grande auréole elliptique d'or.